# Certa amittimus, dum incerta petimus
Certa amittimus, dum incerta petimus è una locuzione latina scritta da Plauto nella sua commedia Pseudolus. Significa letteralmente "Perdiamo il certo, quando corriamo dietro all'incerto".
Nella sostanza, e nella morale dell'autore latino, capita a volte che per inseguire miraggi di gloria, speranze di successo o ambizioni troppo grandi si perdano di vista quelli che sono comunemente considerati i principali valori, quali l'affetto della famiglia, l'amicizia sincera di un amico, la bellezza delle piccole cose che rendono la vita meritevole di essere vissuta con gioia e con fiducia nel domani e nel prossimo.